# باغ تشق (بابا امان)
باغ تشق (بالفارسية: باغ چق) هي مستوطنة تقع في إيران في قسم بابا امان الريفي. يقدر عدد سكانها بـ 1,886 نسمة.